# Иван Табаков (математик)
Иван Табаков (на полски: Iwan Tabakow) български и полски учен, преподавател в Техническия университет – София от 1976 г. до 1998 г., специалист в областта на „Дискретни структури“, „Формална логика“, „Математически модели за диагностика“ и „Мрежи на Петри“.

## Биография
Иван Георгиев Табаков е роден на 29 юли 1943 г. в град Пловдив. Завършва две висше образования в университета в град Вроцлав, Полша. През 1969 г. получава диплома по компютърно инженерство и три години по-късно по математика. Кандидатската му работа е на тема „Диагностика на цифрови системи“. През 1975 г. в Института по техническа кибернетика във Вроцлав получава титлата „доктор на техническите науки“.
Кариерата си в България започва през 1976 г. Избран е за асистент в катедра „Изчислителна техника“ в Техническия университет в София. През 1984 г. е избран за доцент, а през 1996 – за професор.
През 1998 г. семейството му се премества да живее в Полша, където до 2012 г. проф. Табаков работи в различни катедри и институти към Технологичния университет във Вроцлав.
Автор на над 70 публикации в научни списания и конференции. Известният полски хирург Павел Табаков е негов син.